# Лампас, Покрас
Покра́с Лампа́с (имя при рождении — Арсе́ний Серге́евич Пыженко́в; род. 19 сентября 1991, Калининград, Московская область) — российский художник-каллиграф, работает в стилях «каллиграфутуризм», каллиграффити.

## Биография
Родился 19 сентября 1991 года в городе Калининграде (ныне Королёв), Московской области. Жил и работал в Санкт-Петербурге, в конце 2021 года переехал на Бали. Интересоваться граффити и стрит-артом стал во время поездок на электричке из Королёва в Москву, рассматривая рисунки на заборах вдоль железнодорожных путей. Начал рисовать в 15—16 лет. Учился в институте на специалиста по рекламе, но бросил его на пятом курсе. По словам самого Покраса, в каллиграфии он самоучка.
Творческий псевдоним составлен из распространённого в стрит-арт-среде выражения «покрас», что означает «пойти покрасить», а «лампас» — понравившаяся художнику рифма. Официально изменил имя в паспорте на свой псевдоним. По собственному утверждению, также отказался от указания отчества во всех официальных документах — от свидетельства о рождении до паспорта.
В январе 2018 года стал гостем интернет-программы «вДудь» журналиста Юрия Дудя.
В дружеских отношениях с Александром "Nix" Левином.

## Творчество
Начинал с увлечения граффити, экспериментировал с каллиграфией и различными шрифтами. Сейчас работает в стиле «каллиграффити» (комбинация слов «каллиграфия» и «граффити»).
Идеолог нового направления в искусстве — «каллиграфутуризма». Экспериментирует с каллиграфией и представляет, как она будет выглядеть через десятки и сотни лет. При помощи символов разных алфавитов расписывает холсты словами в определённой стилистике, а также ищет способы создать из слов необычные композиции, придумывает новые формы букв и знаков, объединяя элементы стрит-арта, типографики и каллиграфии разных культур мира. Лампас отмечает, что для него важно подобрать правильные слова, когда он пишет свои работы, так как для создания определённой композиции некоторые слова могут не подходить по количеству символов, буквы в них могут не иметь определённых дуг.
Сотрудничает со многими российскими и международными брендами. Работает с арт-проектами по всему миру, устраивает перформансы, мастер-классы, участвует в различных стрит-арт-фестивалях. Создаёт композиции в городской среде и для интерьера.
Сотрудничает с брендами Nike, YSL, Mercedes-Benz, Pirelli, Dries Van Noten, Lamborghini, IKEA, Adidas, MAC.

### Творческие проекты

#### Роспись крыши «Красного Октября»
В 2015 году, по заказу компании Panasonic создал самую большую в мире каллиграфию, площадью 1625 м² — на крыше бывшей фабрики «Красный Октябрь» в Москве. Это единственное художественное произведение в России, которое видно из космоса. Для выполнения росписи использовал 730 литров чёрной и белой краски.

#### Сотрудничество с Fendi
В 2017 году, по заказу модного дома Fendi за два дня расписал крышу самого высокого здания в Риме — Дворца итальянской цивилизации, в котором находится штаб-квартира бренда, выполнив каллиграффити на тему «Что такое миллениал» для проекта Fendi «F Is For…». Эта работа стала самой большой каллиграфией в Италии, её площадь составила 1250 м², на неё было потрачено 550 литров краски. Текст граффити посвящён современным творцам, а также «желанию создавать новое, связывать различные культуры и поколения вместе». Граффити написано на английском и русском языках. Из-за того, что Дворец итальянской цивилизации построен из мрамора, во избежание повреждения здания, на крыше были размещены деревянные настилы, покрытые влагозащитной плёнкой. Каллиграффити находились на крыше три дня, после чего настилы были разобраны, некоторые были отправлены в архив Fendi.

#### Сотрудничество с ТЦ «Атриум»
В 2017 году расписал пешеходный тоннель, соединяющий торговый центр «Атриум» и Курский вокзал в Москве. Каллиграффити посвящены художникам русского авангарда. Стены и пол тоннеля расписаны цитатами таких художников, как Малевич и Кандинский, а также поэта-футуриста Маяковского. Тоннель раскрашен наполовину, поскольку РЖД отказалась от каллиграффити на своей части Курского вокзала.

#### Инсталляция на фасаде Новой Третьяковки
В 2018 году по заказу Новой Третьяковской галереи создал масштабную инсталляцию из трёхметрового панно, посвящённую открытию выставки работ Василия Верещагина в Москве. Инсталляция располагалась на лицевой стороне здания Новой Третьяковки. В работе зашифрованы 18 слов о Верещагине. Посетителям выставки предлагалось поучаствовать в конкурсе и разгадать, какие слова зашифрованы в каллиграффити.

#### Роспись стены отеля Wynwood
В июле 2018 года представил мурал «Дуализм» («Д ¥ Ā Л И З М») на внутренней стене отеля Wynwood в Санкт-Петербурге. Каллиграффити написано на двух языках — русском и английском, с использованием отсылок к символам различных культур. Работа посвящена двойственности восприятия современного искусства, созданию «новой визуальной культуры».

#### Роспись площади перед стадионом «Локомотив»
В ноябре 2018 года по заказу «Локомотива» расписал площадь перед «РЖД Ареной». Площадь рисунка составила 11 000 м². По словам Лампаса, эта работа о «преодолении границ, новых рекордах и изменении представления о футболе». По мнению президента «Локомотив» Ильи Геркуса, каллиграффити около «РЖД Арены» сделает стадион «ещё более привлекательным и модным». Он назвал Лампаса «главным трансфером года в искусстве».

#### Сотрудничество с ДЛТ
В марте 2019 года Лампас и универмаг ДЛТ выпустили совместную коллекцию одежды и аксессуаров. Она сделана из масштабного полотна из футера и денима, которое художник расписал в рамках открытого перфоманса в ДЛТ 13 февраля 2019 года.

#### Фестиваль Stenograffia и «Супрематический крест»

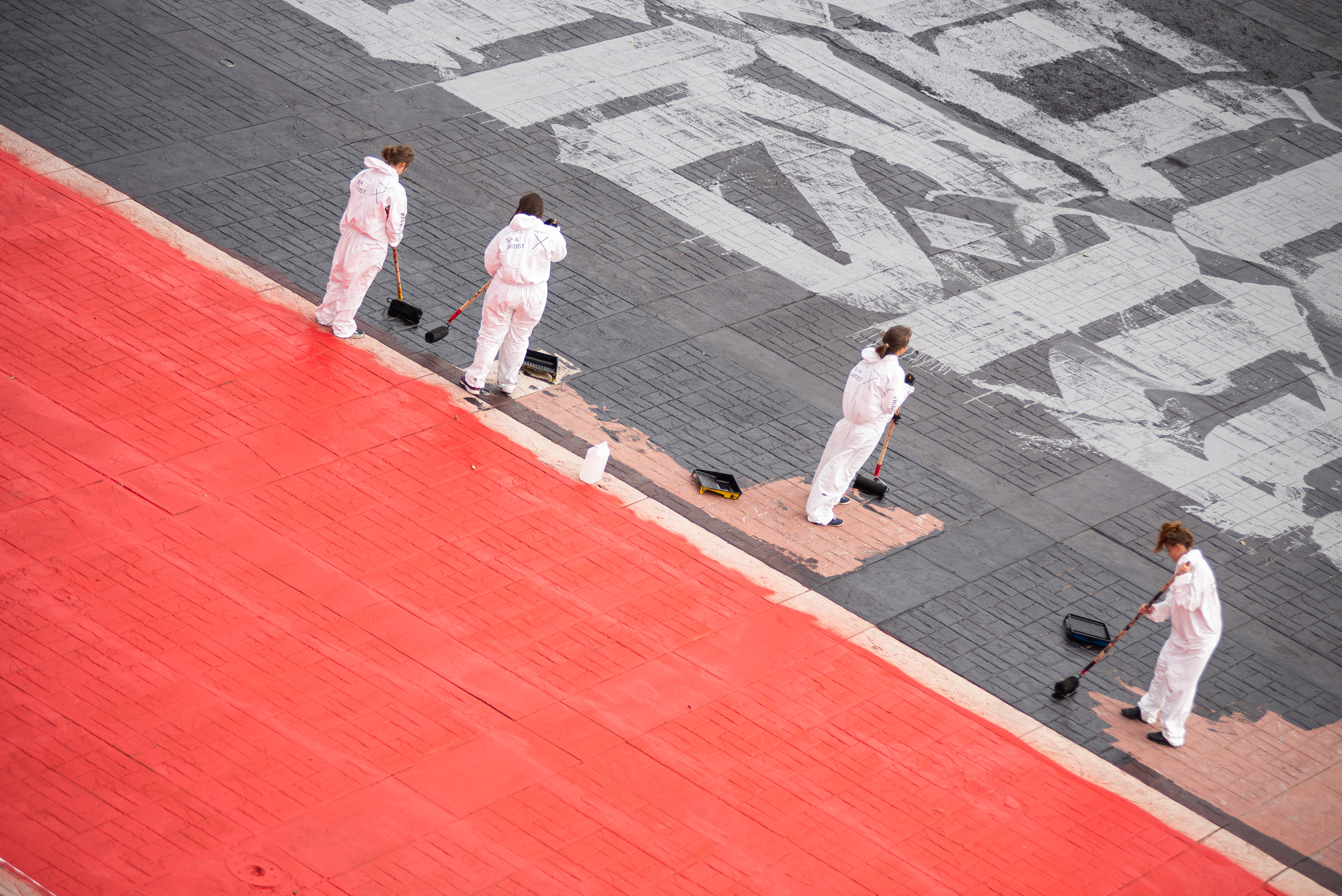
Покраска площади волонтерами в рамках проекта с Покрасом Лампасом

8 июля 2019 года завершил масштабную работу для фестиваля уличного искусства «Стенограффия» в Екатеринбурге. Площадь арт-объекта составила 6 686 м², работа заняла три дня. Лампас вписал в супрематический крест на площади Первой Пятилетки цитату из манифеста Казимира Малевича. 19 июля коммунальные службы города повредили «Супрематический крест», залив часть арт-объекта гудроном.
21 июля директор Музея святости Оксана Иванова в открытом письме обратилась к мэру Александру Высокинскому и губернатору Евгению Куйвашеву в Facebook с призывом «закрасить» граффити, поскольку верующих смущает «попрание креста». 25 августа некоторые православные активисты выступили против восстановления арт-объекта в прежнем виде Один из лидеров секты царебожников скандально известный схиигумен Сергий (Романов) опубликовал в Youtube свою проповедь против арт-объекта, назвав его «попранием святыни». Критик христианства публицист Александр Невзоров и оппозиционный политик Алексей Навальный раскритиковали эту проповедь и активистов.
В сентябре было сообщено, что эскиз произведения был незначительно изменён автором «без потери эстетических качеств». В августе 2020 года он раскрыл секрет, что в отреставрированном изображении был замаскирован лозунг: «Товарищ, помни: Цензура не должна влиять на искусство». Художник сообщил, что «было очень интересно видеть дискуссию о работе, и [не было] ни одной попытки декодировать текст — при том, что он попал во все СМИ крупным планом, и возможность его прочесть была целый год».

#### NFT-токен Чиркейской ГЭС
В марте 2021 года продал фотографию Чиркейской ГЭС в формате NFT-токена за 16 эфириумов (около 28000 долларов по курсу на момент покупки). Владельцем токена стал пользователь под псевдонимом Sylvian. Это фото стало первой работой Покраса в сфере крипто-арта.

#### Мурал, посвященный Международному дню пропавших детей
В мае 2021 года на стене дома 35 (стр. 1) по улице Большая Якиманка в Москве создал мурал с именами пропавших без вести детей, написанных фирменной каллиграфией художника. Эта работа посвящена деятельности поисково-спасательного отряда «Лиза Алерт» и приурочена к Международному дню пропавших детей.

#### Фестиваль уличного искусства «Место», проект «Оберег»

Покрас Лампас, Проект уличного искусства «Место» (Нижний Новгород, 2021)

В 2021 году в Нижнем Новгороде в рамках фестиваля уличного искусства «Место» подготовил проект «Оберег», в которой затронул тему утраты архитектурного наследия, презентованный 25 июля совместно с командой Dreamlaser.
«Я решил обратиться к теме уличных оберегов — ведь каждый арт-проект становится центром обсуждения и публикаций, и создание масштабной художественной инсталляции на фасаде старого деревянного дома существенно снизит шанс поджога — ведь у места появляется намного больше внимания и зрителей. Нужно хранить и беречь нашу историю. И уличное искусство — один из актуальных инструментов объединения людей вокруг важных тем» — Покрас Лампас

#### Мурал «Нет преград человеческой мысли»
В апреле 2021 в родном городе Королёв Лампас совместно с местным художником Александром Shon расписал стену  местной школы искусств. 
«Нет преград человеческой мысли» — не только цитата Сергея Павловича, но вектор, объединяющий технологии, культуру и людей, чей вклад в историю превратил наукоград Королёв в столицу отечественного космоса.

## Выставки
Участвует в различных творческих проектах и выставках по всему миру. Его работы выставлялись в России, Франции, Германии, Италии, Португалии, Китае, Южной Корее, ОАЭ.

### Выставка в Новом Манеже
С 6 по 27 сентября 2018 года в «Новом Манеже» была представлена первая московская выставка полотен Лампаса «Жизнь одного художника». В течение 20 дней художник присутствовал на ней лично. Посетители могли наблюдать, как каллиграф расписывал холсты, создавал инсталляции и сочинял манифест. На одной части выставки было представлено около двух десятков полотен, манифесты художника на холстах круглой формы, считающиеся его «визитной карточкой». Во второй части располагалась мастерская художника. Выставка была организована при поддержке Департамента культуры города Москвы. Владимир Филиппов, заместитель руководителя Департамента культуры Москвы, назвал выставку Покраса Лампаса в Новом Манеже событием, которое «войдёт в историю русского искусства XXI века». Чиновник заявил, что городским властям «принципиально важно, чтобы первый большой проект Покраса Лампаса прошёл» в Москве.

## В массовой культуре
В 2014 году российский хип-хоп исполнитель L’One использовал в дизайне обложки своего альбома «Одинокая вселенная» шрифты, специально созданные для него Покрасом Лампасом. Обложка и трек-лист альбома оформлены шрифтами художника. По словам Покраса Лампаса, ему было интересно сделать шрифты сложными, а также создать буквы, вызывающие ассоциацию с космосом. Художник обратил внимание на то, что многие в интернете стали копировать придуманный им стиль шрифтов. По мнению каллиграфа, если бы на обложке альбома название «Одинокая вселенная» было написано простым и понятным шрифтом, то это не привнесло бы никакого «вклада в культуру».
В августе 2018 года обложкой российского литературного номера журнала Esquire стала фотография работы Покраса Лампаса — расписанная в стиле каллиграффити копия известной скульптуры «Девушка с веслом». Данный проект художник реализовал вместе с редакцией Esquire в честь 90-летия Парка Горького в Москве. На презентации августовского номера журнала был представлен арт-проект Покраса Лампаса — расписанная копия скульптуры художника Ивана Шадра, которая была напечатана на 3D-принтере. Надписи на новой «Девушке с веслом» — цитаты из статей литературного номера Esquire. После презентации скульптура была доступна для зрителей в Парке Горького.

## Отзывы и критика
По мнению Алексея Филипова («Российская газета»), Лампас «сделал карьеру на информационном шуме». Журналист назвал художника талантливым, однако отметил, что частично каллиграфутурист обязан своим успехом «занимательно рассказанной истории, умению возбуждать и поддерживать интерес новостных программ телевидения и соцсетей».
В июне 2018 года журнал «Собака.ru» включил Лампаса в список «Топ-50. Самые знаменитые люди Петербурга». Каллиграф стал победителем премии в номинации «Мода». Издание отмечает, что Покрас Лампас стал «воплощением понятия art+fashion, стремительно интегрировавшись в мировую индустрию моды».